# 安德森鎮區 (內布拉斯加州費爾普斯縣)
安德森鎮區（英語：Anderson Township）是位於美國內布拉斯加州費爾普斯縣的一個行政鎮區。

## 地方資料
安德森鎮區的面積為102.18平方千米，當中陸地面積為102.12平方千米，而水域面積為0.06平方千米。根據2020年美國人口普查的數據，當地共有人口139人，而人口密度為每平方千米1.36人。